# Braun Márton
Braun Márton (Szekszárd, 1963. június 20. –) magyar bankszakember, politikus, országgyűlési képviselő. Az Európa-tanács Parlamenti Közgyűlésének tagja.

## Életpályája
1982–1987 között a Janus Pannonius Tudományegyetem Állami- és Jogtudományi Karának hallgatója volt. 1987–1991 között az OTP Tolnai Megyei Igazgatóságán jogtanácsos volt. 1990–1992 között a Janus Pannonius Tudományegyetem Közgazdaságtudományi Karon közgazdasági szakokleveles jogász lett. 1991–1995 között önkormányzati és vállalkozási osztályvezető-helyettesként és osztályvezetőként dolgozott. 1995–1997 között az Európai Kereskedelmi Bank fiókvezető-helyettese volt. 1996–1999 között a Budapest Bank szekszárdi fiókvezetője volt. 1998-ban a Janus Pannonius Tudományegyetem Közgazdaságtudományi Karon pénzügyi menedzser végzettséget szerzett. 1998–2001 között a Magyar Vállalkozásfejlesztési Alapítvány kuratóriumának társelnöke, 1994–2003 között Tolna megyei alelnöke volt, 2001-től az Alapítvány ügyvezető igazgatója. 2005-től a Magyar Hitelgarancia Egyesülés igazgatója. 2015–2018 között a Szerencsejáték Zrt. elnök-vezérigazgatója volt.

### Politikai pályafutása
1990-től a Fidesz tagja; 1997–1998 között szekszárdi elnöke volt. 1990–1994 között szekszárdi önkormányzati képviselő volt. 1997–1999 között az országos választmány tagja, 2007-től Tolna megye elnökségi tagja. 1998–2014 között országgyűlési képviselő (Szekszárd) volt. 1998–2002 közötti ciklusban a költségvetési és pénzügyi bizottság; az európai integrációs ügyek bizottsága; és a külügyi bizottság tagja volt. 2002–2006 között a költségvetési és pénzügyi bizottság, valamint az európai ügyek bizottságának tagja volt. 2006–2010 között az európai ügyek bizottság és a fogyasztóvédelmi eseti bizottság tagja volt. 2010–2014 között az európai ügyek bizottsága, a külügyi bizottság tagja volt.

## Magánélete
1987-ben házasságot kötött Fülöp Katalinnal. Három gyermeke van: Marcell (1991), Anna Luca (1994) és Júlia.